# Iwona Wendel
Iwona Grażyna Wendel (ur. 8 grudnia 1962 w Krakowie) – polska urzędniczka państwowa i samorządowa, w latach 2011–2015 podsekretarz stanu w resortach związanych z rozwojem regionalnym.

## Życiorys
Ukończyła w 1989 studia na Wydziale Humanistycznym Wyższej Szkoły Pedagogicznej w Krakowie, a w 2003 studia podyplomowe z zakresu administracji europejskiej w Wyższej Szkole Zarządzania i Bankowości w Krakowie. Pracowała w administracji publicznej w Krakowie, m.in. zajmowała stanowisko dyrektora wydziału informatyki w Urzędzie Miasta Krakowa.
5 stycznia 2011 została wiceministrem w randze podsekretarza stanu w Ministerstwie Rozwoju Regionalnego. 28 listopada 2013 objęła tożsame stanowisko w Ministerstwie Infrastruktury i Rozwoju. W listopadzie 2015 zakończyła pełnienie funkcji wiceministra. Zasiadała w radzie Instytutu Obywatelskiego (think tanku Platformy Obywatelskiej).